# Tun
Um tun é uma parte do antigo calendário maia de contagem longa que corresponde a 18 ciclos winal ou 360 dias.